# Hans Holzer

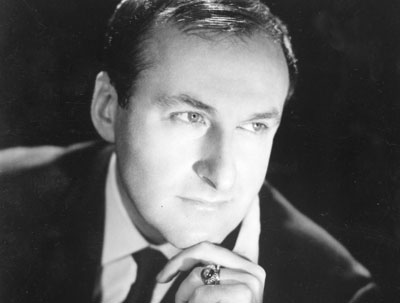
Hans Holzer

Hans Holzer (Wenen, 26 januari 1920 - New York, 26 april 2009) was een Oostenrijks-Amerikaans paranormaal onderzoeker en schrijver.
Holzer studeerde oude geschiedenis en archeologie aan de Universiteit van Wenen en journalistiek aan de Weense Academie voor Journalistiek. In 1938 emigreerde hij naar de Verenigde Staten. Vervolgens studeerde hij drie en een half jaar Japans aan de Columbia University, behaalde aan het London College of Applied Science een master in vergelijkende religie, en een jaar later een doctoraat met een specialisme in de parapsychologie.
Hij schreef in totaal meer dan 100 boeken voor het grote publiek over het bovennatuurlijke en het occulte. Daarnaast was hij ook de auteur van verschillende toneelstukken, musicals, films en documentaires. Holzer was tevens een bekend parapsycholoog. In zijn onderzoek naar het bovennatuurlijke , onderzocht hij onder meer The Amityville Horror. Hij werkte ook met een aantal bekende mediums, zoals Ethel Johnson-Meyers, Sybil Leek en Marisa Anderson.
Holzer overleed op 89-jarige leeftijd. Uit een huwelijk met een Russisch-Duitse barones had hij twee dochters.

### Romans
- The Red Chindvit Conspiracy (1970)
- Born Again (1970)
- The Psychic World of Bishop Pike (1970)
- Prophets Speak (1971)
- The Alchemy Deception (1973)
- Possessed! (1973)
- The Habsburg Curse (1973)
- The Clairvoyant (1976)
- Psychic Detective: The Unicorn (1976)
- Star of Destiny (1981)
- The Entry (1981)
- The Secret of Amityville (1985)
- Prophecies (1995)

### Non-fictie
- Ghost Hunter (1963)
- Ghosts I've Met (1965)
- Yankee Ghosts (1966)
- The Lively Ghosts of Ireland (1967)
- ESP and You (1968)
- The Truth about Witchcraft (1969)
- Window to the Past: Exploring History Through ESP (1969)
- The Aquarian Age: Is There Intelligent Life on Earth? (1971)
- The New Pagans: An Inside Report On the Mystery Cults of Today (1972)
- Beyond Medicine (1973)
- Great British Ghost Hunt (1975)
- The UFO-NAUTS: New Facts on Extraterrestrial Landings (1976)
- The Psychic Side of Dreams (1976)
- Inside Witchcraft (1980)
- In the Terrifying Tradition of the Amityville Horror: Houses of Horror (1983)
- Where the Ghosts Are: The Ultimate Guide to Haunted Houses (Library of the Mystic Arts) (1984)
- Ghosts of New England: True Stories of Encounters With the Phantoms of New England and New York (1989)
- Haunted House Album: A Ghostly Register of the World's Most *Frightening Haunted Houses (1992)
- Americas Mysterious Places (1992)
- Love Beyond the Grave (1992)
- Life Beyond: Compelling Evidence for Past Lives and Existence After Death (1994)
- The Directory of Psychics: How to Find, Evaluate, and Communicate with Professional Psychics and Mediums (1995)
- The Secret of Healing: The Healing Powers of Ze'Ev Kolman (1996)
- Ghosts: True Encounters with the World beyond (1997)
- Are You Psychic?: Unlocking the Power Within (1997)
- Hans Holzer's Travel Guide to Haunted Houses (1998)
- More Where The Ghosts Are: The Ultimate Guide to Haunted Houses (2001)
- Beyond Death (2001) (samen met Phillip Solomon)
- Hans Holzer's Psychic Yellow Pages: The Very Best Psychics, Card Readers, Mediums, Astrologers, and Numberologists (2001)
- Hans Holzer's The Supernatural: Explaining The Unexplained (2003)
- Hypnosis: Controlling the Inner You (2007)